# Conselho dos Anciões

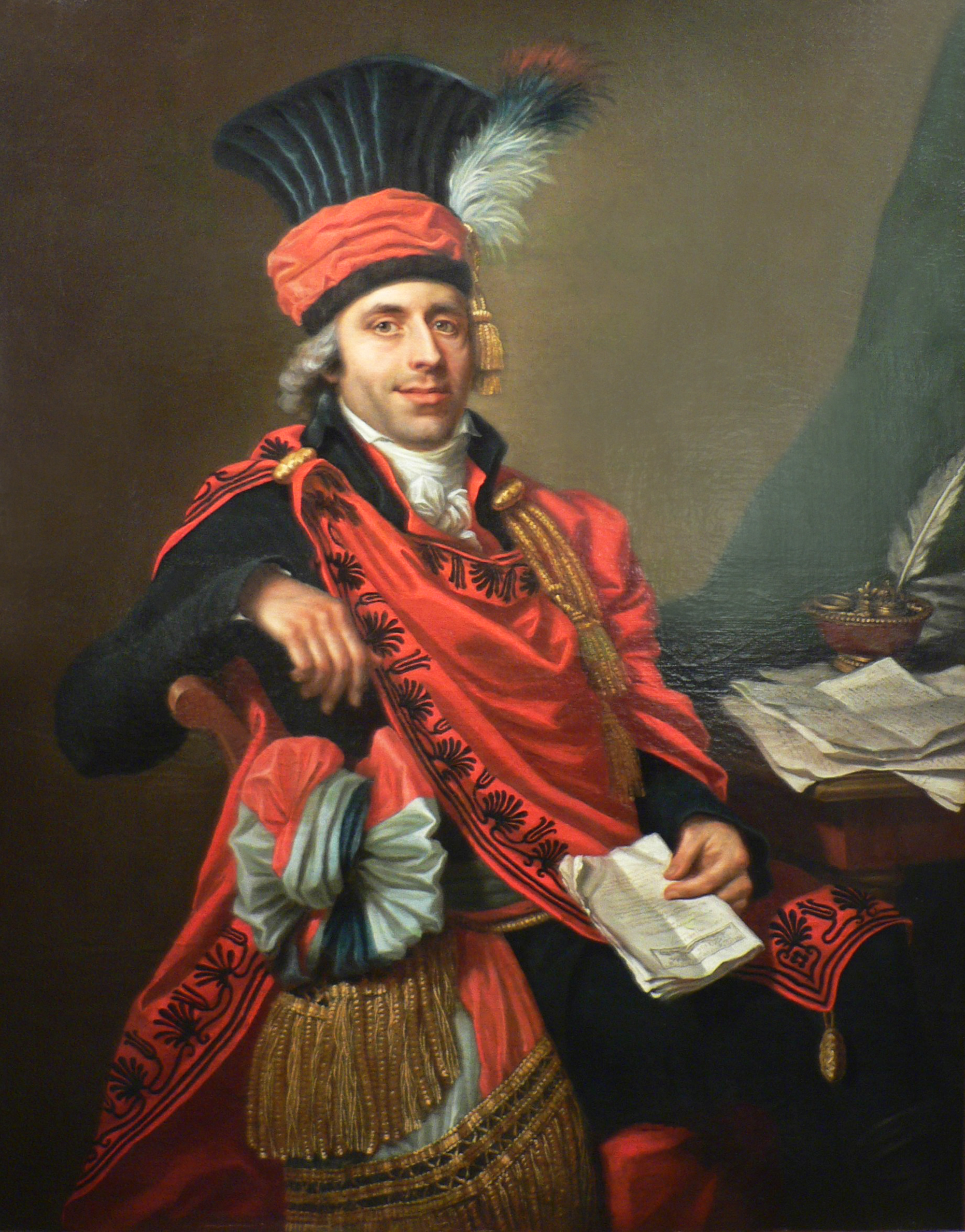
Thomas Bouquerot de Voligny, senador do Nièvre no Conselho dos Anciões, em uniforme dos membros deste conselho, (museu da Revolução Francesa).

O Conselho dos Anciões foi, durante a Revolução Francesa, uma câmara legislativa mais conservadora, criada após a derrota dos jacobinos os conservadores da Gironda reformam o Estado aprovando uma nova Constituição (também chamada de Termidoriana) que então cria o Conselho. Funcionou de 22 de agosto de 1795 até 9 de novembro de 1799.
Junto ao Senado dos Estados Unidos, é um dos precursores dos demais senados como segunda casa legislativa, a exemplo do Senado do Brasil. Seus 250 membros eram escolhidos pelos 500 deputados da Câmara, dentre os seus membros mais velhos.
Dentre os papéis desta casa estava o de vetar aquilo que havia sido aprovado pelos deputados, bem como o de eleger os cinco membros do Diretório. Com a ascensão de Napoleão Bonaparte foi transformado no Senado Conservador.

## Presidentes do Conselho dos Anciãos

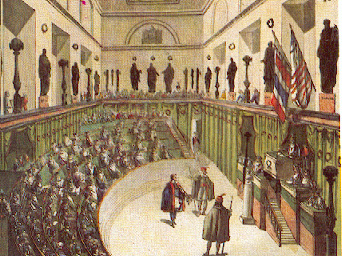
O Conselho em sessão.

- 28 outubro 1795: Claude Antoine Rudel Du Miral
- 28 outubro 1795 – 2 novembro 1795: Louis-Marie de La Révellière-Lépeaux
- 2 novembro 1795 – 23 novembro 1795: Pierre-Charles-Louis Baudin, conhecido como Baudin des Ardennes
- 23 novembro 1795 – 22 dezembro 1795: François Denis Tronchet
- 22 dezembro 1795 – 22 janeiro 1796: Théodore Vernier
- 22 janeiro 1796 – 20 fevereiro 1796: Guillaume François Charles Goupil de Préfelne
- 20 fevereiro 1796 – 21 março 1796: Claude Ambroise Régnier
- 21 março 1796 – 20 abril 1796: Jacques Antoine Creuzé-Latouche
- 20 abril 1796 – 20 maio 1796: Jean-Barthélemy Lecouteulx de Canteleu
- 20 maio 1796 – 19 junho 1796: Charles-François Lebrun
- 19 junho 1796 – 19 julho 1796: Jean Étienne Marie Portalis
- 19 julho 1796 – 18 agosto 1796: Jean Dussaulx
- 18 agosto 1796 – 23 setembro 1796: Honoré Muraire
- 23 setembro 1796 – 22 outubro 1796: Roger Ducos
- 22 outubro 1796 – 21 novembro 1796: Jean-Girard Lacuée
- 21 novembro 1796 – 21 dezembro 1796: Jean-Jacques Bréard, conhecido como Bréard-Duplessis
- 21 dezembro 1796 – 20 janeiro 1797: Boniface Paradis
- 20 janeiro 1797 – 19 fevereiro 1797: Sébastien Ligeret de Beauvais
- 19 fevereiro 1797 – 21 março 1797: Joseph Clément Poullain de Grandprey
- 21 março 1797 – 20 abril 1797: Jean François Bertrand Delmas
- 20 abril 1797 – 20 maio 1797: Edme-Bonaventure Courtois
- 20 maio 1797 – 19 junho 1797: François Barbé-Marbois
- 19 junho 1797 – 19 julho 1797: Louis Bernard de Saint-Affrique
- 19 julho 1797 – 18 agosto 1797: Pierre Samuel Dupont de Nemours
- 18 agosto 1797 – 4 setembro 1797: André Daniel Laffon de Ladébat, conhecido como Laffon-Ladébat
- 6 setembro 1797 – 23 setembro 1797: Jean-Antoine Marbot
- 23 setembro 1797 – 22 outubro 1797: Emmanuel Crétet
- 22 outubro 1797 – 21 novembro 1797: Jean-Pierre Lacombe-Saint-Michel
- 21 novembro 1797 – 21 dezembro 1797: Jean François Philibert Rossée
- 21 dezembro 1797 – 20 janeiro 1798: Jean-Baptiste Marragon
- 20 janeiro 1798 – 19 fevereiro 1798: Jean Rousseau
- 19 fevereiro 1798 – 21 março 1798: Pardoux Bordas
- 21 março 1798 – 20 abril 1798: Étienne Mollevaut
- 20 abril 1798 – 20 maio 1798: Jacques Poisson de Coudreville
- 20 maio 1798 – 19 junho 1798: Claude Ambroise Régnier
- 19 junho 1798 – 19 julho 1798: Jean-Antoine Marbot
- 19 julho 1798 – 18 agosto 1798: Étienne Maynaud Bizefranc de Lavaux
- 18 agosto 1798 – 23 setembro 1798: Pierre Antoine Laloy
- 23 setembro 1798 – 22 outubro 1798: Benoît Michel Decomberousse
- 22 outubro 1798 – 21 novembro 1798: Emmanuel Pérès de Lagesse
- 21 novembro 1798 – 21 dezembro 1798: Jean-Augustin Moreau de Vormes
- 21 dezembro 1798 – 20 janeiro 1799: Jean-Baptiste Perrin des Vosges
- 20 janeiro 1799 – 19 fevereiro 1799: Dominique Joseph Garat
- 19 fevereiro 1799 – 21 março 1799: Jean-Aimé Delacoste
- 21 março 1799 – 20 abril 1799: Mathieu Depère
- 20 abril 1799 – 20 maio 1799: Claude-Pierre Dellay d'Agier
- 20 maio 1799 – 19 junho 1799: Charles Claude Christophe Gourdan
- 19 junho 1799 – 19 julho 1799: Pierre-Charles-Louis Baudin, conhecido como Baudin des Ardennes
- 19 julho 1799 – 18 agosto 1799: Louis-Thibaut Dubois-Dubais
- 18 agosto 1799 – 24 setembro 1799: Mathieu-Augustin Cornet
- 24 setembro 1799 – 23 outubro 1799: Joseph Cornudet des Chaumettes
- 23 outubro 1799 – 10 novembro 1799: Louis-Nicolas Lemercier